# العنبر بن عمرو
العنبر بن عمرو بن تميم جد وشاعر جاهلي قديم من أشراف العرب وفرسانهم قال ابن سعيد: «كان العنبر بن عمرو رأساً في قومه بني تميم». وهو جد قبيلة بني العنبر التميمية المضرية العدنانية ويُنسب إليه خلق من الصحابة والتابعين والأمراء والعلماء والفقهاء والقضاة والمحدثين.

## نسبه
هو العنبر بن عمرو بن تميم بن مر بن أد بن عمرو بن إلياس بن مضر بن نزار بن معد بن عدنان من ذرية النبي الحليم إسماعيل بن إبراهيم الخليل .

## زوجته وأولاده
- زوجته: المفداة بنت سوادة بن بهثة بن ضبيعة بن ربيعة بن نزار بن معد بن عدنان وولدت له أبنائه الأربعة:[5]
- جندب بن العنبر
- مالك بن العنبر
- كعب بن العنبر
- عامر بن العنبر

## شعره
قال ابن سلام الجمحي: من قديم الشعر الصحيح قول العنبر بن عمرو بن تميم بن مر وكان ترك قومه بني تميم وحالف قبيلة بهراء من قضاعة فرابه منهم ريب وأعتزلهم وعاد إلى قومه بني تميم وقال: